# Campeonato Mundial de Ciclismo em Pista de 1937
O Campeonato Mundial UCI de Ciclismo em Pista de 1937 foi realizado em Copenhague, na Dinamarca, entre os dias 21 a 29 de agosto. Foram disputadas três provas masculinas, duas de profissionais e uma de amador.

## Sumário de medalhas

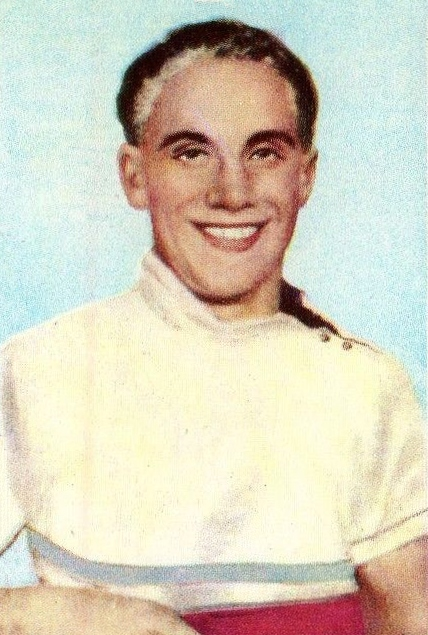
Jef Scherens ciclista profissional da Bélgica vencedor da prova de velocidade.

| Eventos profissionais masculinos |                                      |                                |                              |
| Velocidade individual            | Jef Scherens · Bélgica               | Arie van Vliet · Países Baixos | Albert Richter · Alemanha    |
| Motor-paced                      | Walter Lohmann · Alemanha            | Ernest Terreau França          | Adolf Schön · Alemanha       |
| Evento amador masculino          |                                      |                                |                              |
| Velocidade individual            | Johan van der Vijver · Países Baixos | Pierre Georget França          | Hendrik Ooms · Países Baixos |

## Quadro de medalhas
| Ordem | País          | Medalha de ouro | Medalha de prata | Medalha de bronze | Total |
| ----- | ------------- | --------------- | ---------------- | ----------------- | ----- |
| 1     | Países Baixos | 1               | 1                | 1                 | 3     |
| 2     | Alemanha      | 1               | 0                | 2                 | 3     |
| 3     | Bélgica       | 1               | 0                | 0                 | 1     |
| 4     | França        | 0               | 2                | 0                 | 2     |